# Туйсеркан
Туйсерка́н или Туйсарка́н (перс. تویسرکان‎) — город на западе Ирана, в провинции Хамадан. Административный центр шахрестана  Туйсеркан. Пятый по численности населения город провинции.

## География

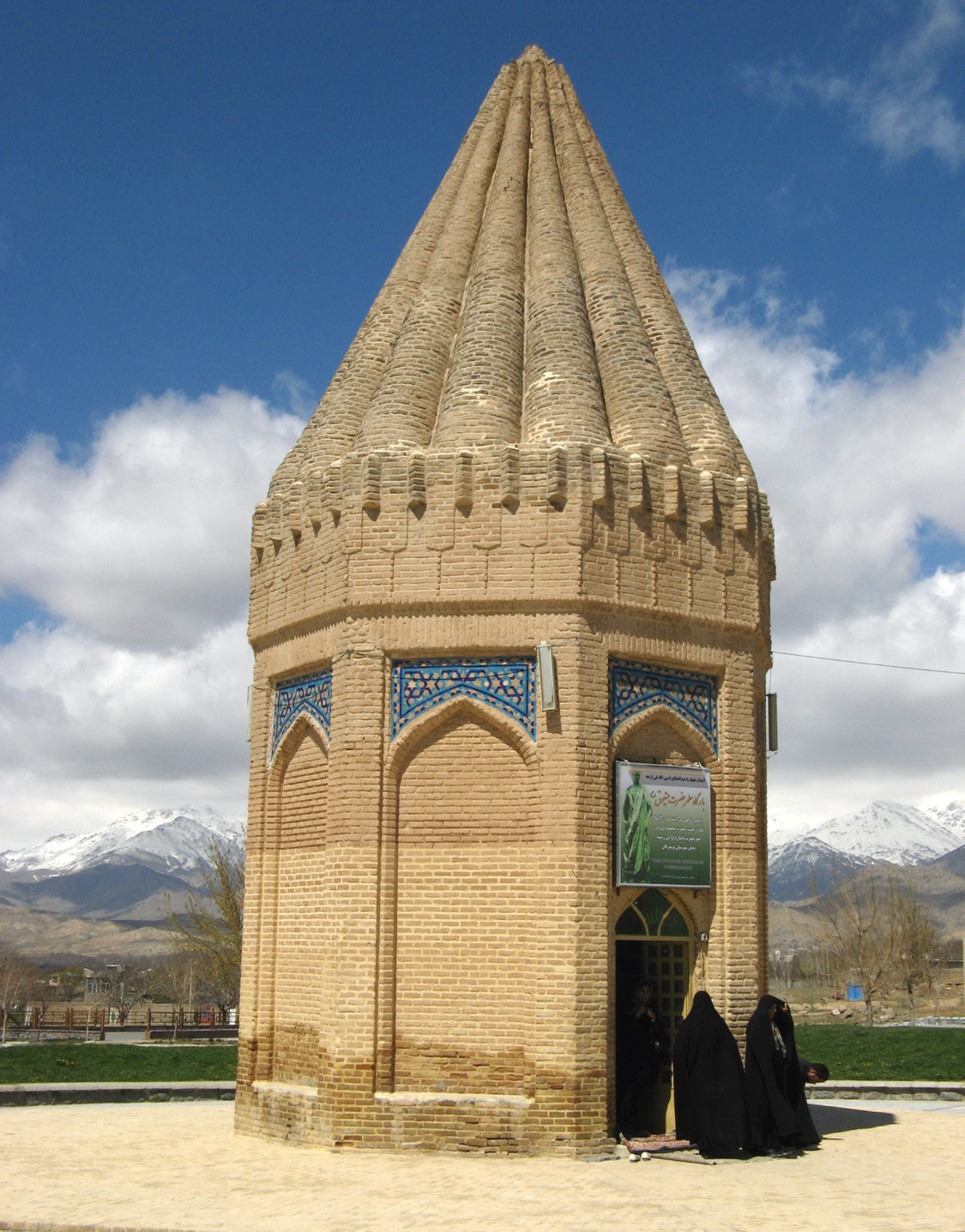
Мавзолей пророка Аввакума

Город находится в южной части Хамадана, в горной местности, на высоте 1 890 метров над уровнем моря.
Туйсеркан расположен на расстоянии приблизительно 25 километров к юго-западу от Хамадана, административного центра провинции и на расстоянии 285 километров к юго-западу от Тегерана, столицы страны.

## История

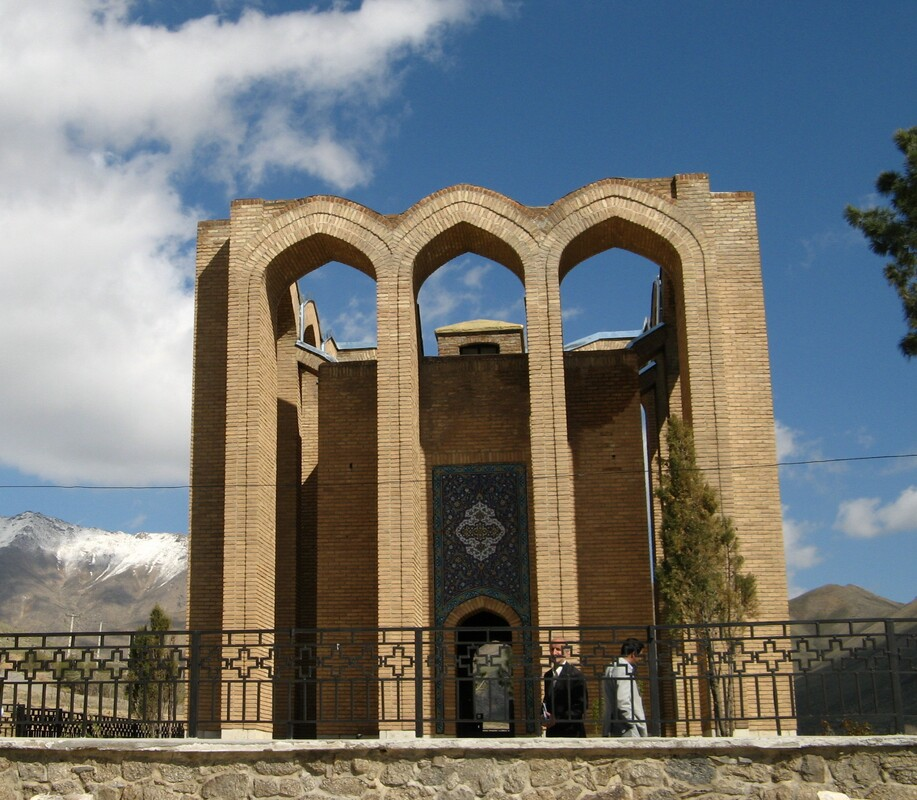
Мавзолей поэта и мистика Мир Рази

Туйсеркан был основан на руинах древнего города Раудавар, разрушенного монгольскими войсками, в первой половине XIII века.
По преданию в Раудаваре был похоронен пророк Аввакум (проведший последние годы жизни в близлежащей Экбатане), мавзолей которого является одной из основных городских достопримечательностей.

## Население
На 2006 год население составляло 42 520 человек; в национальном составе преобладают луры и лаки, в конфессиональном — мусульмане-шииты.
| 1986   | 1991   | 1996   | 2006   | 2012   |
| ------ | ------ | ------ | ------ | ------ |
| 28 145 | 32 725 | 37 886 | 42 520 | 45 287 |